# Mpande

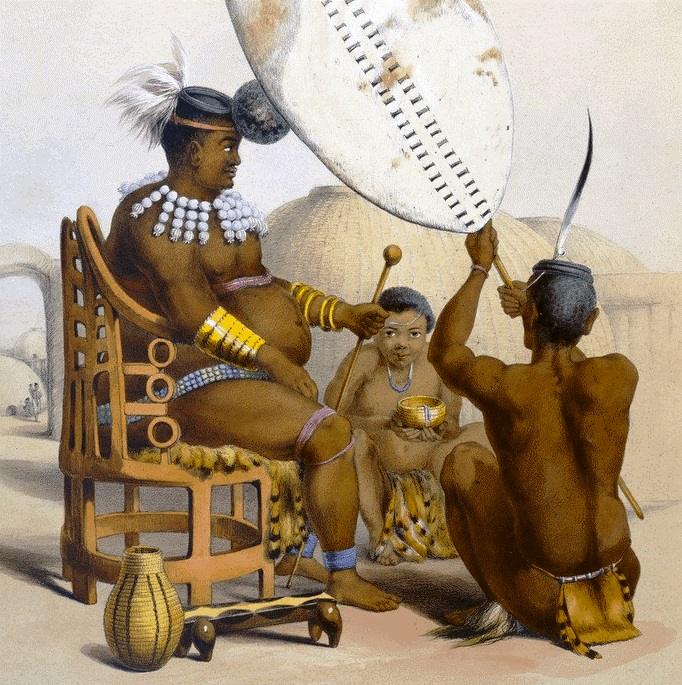
König Mpande

Mpande ka Senzangakhona (zeitgenössisch auch Panda genannt; * 1798 in Babanango, Zululand; † 1872 in Nodwengu, Zululand) war von 1840 bis zu seinem Tod im Jahre 1872 König der Zulu.

## Leben
Mpande war der Sohn des ehemaligen Clanchefs Senzangakhonas und Halbbruder von Shaka und Dingane. Letzterer ließ bei seiner Machtübernahme 1828 sämtliche Konkurrenten um den Zuluthron, darunter alle seine Halbbrüder, ermorden. Dinganes Berater Ndlela kaSompisi, der den Mordauftrag ausführen sollte, zögerte im Falle Mpandes aber, da er erkannte, dass jener als einziges Mitglied der königlichen Familie Kinder hatte. Für Ndlela kaSompisi war die Fortsetzung der königlichen Dynastie basierend auf Blutsverwandtschaft jedoch sehr wichtig für die Stabilität des Zulureiches. Diesem Umstand verdankte Mpande sein Leben.
1840 unterstützten die burischen Voortrekker unter Andries Pretorius, die Dingane 1838 bei der Schlacht am Blood River vernichtend geschlagen hatten, einen Aufstand Mpandes gegen seinen Halbbruder. Mit Hilfe der 400 Voortrekker und deren überlegenen Waffen gelang die Revolte, Dingane wurde in den Lebombobergen aufgegriffen und ermordet.
Mpande regierte 32 Jahre, was ihn zum längstdienenden Zuluherrscher machte. Er starb vermutlich im September oder Oktober 1872. Sein Tod wurde zunächst geheim gehalten, bis die Nachfolge durch seinen Sohn Cetshwayo gesichert war. Alle folgenden Könige der Zulu stammen direkt von Mpande ab.